# Ganjigatte, Holalkere
Ganjigatte là một làng thuộc tehsil Holalkere, huyện Chitradurga, bang Karnataka, Ấn Độ.